# 유엔 사막화 방지 협약

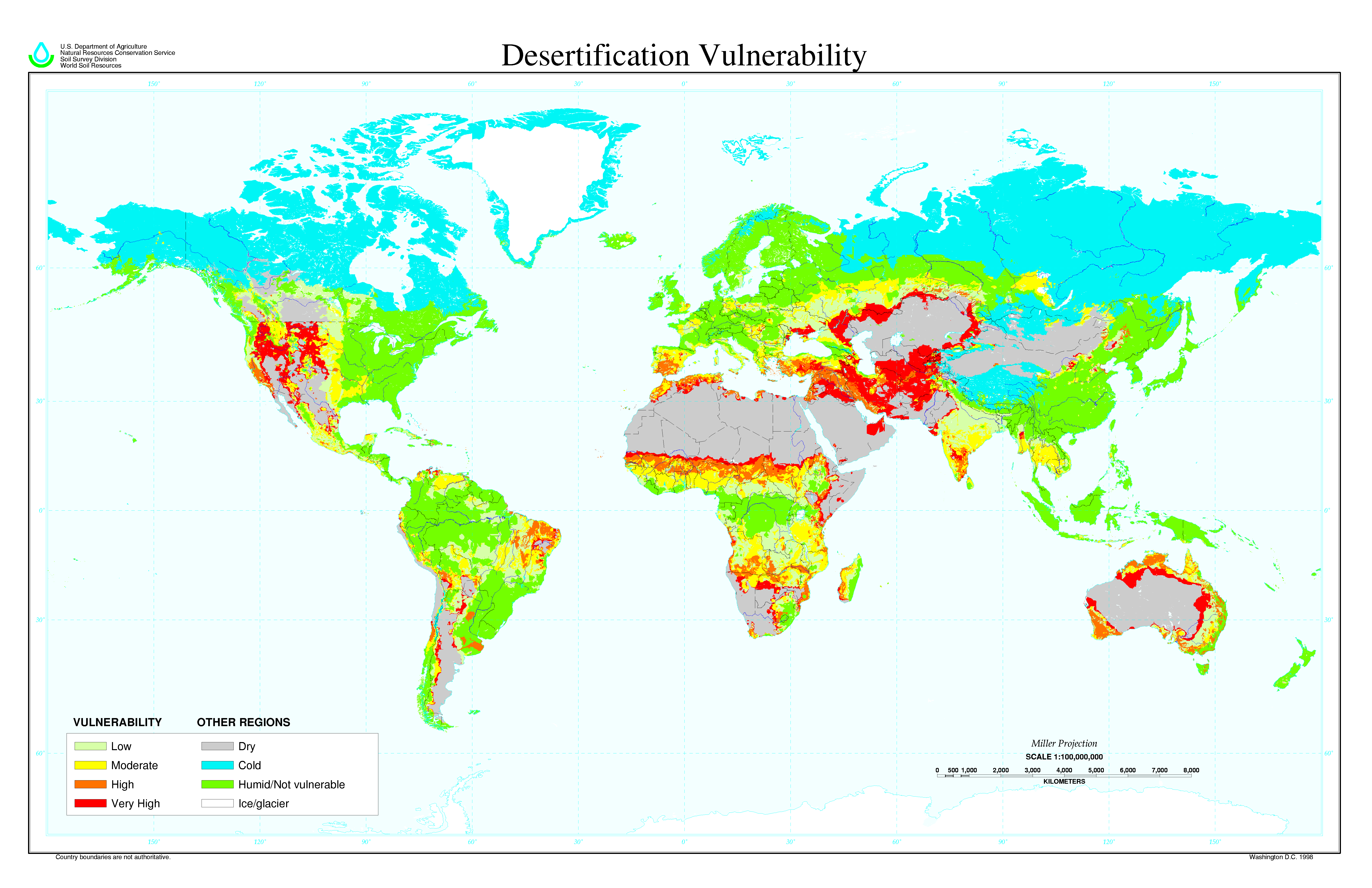
글로벌 사막 취약점 지도

유엔 사막화 방지 협약(United Nations Convention to Combat Desertification, 약칭 UNCCD)은 사막화를 방지하기 위한 국제적 노력을 도모하는 국제 기구이다. 공식명칭은 '심각한 한발 또는 사막화를 겪고 있는 아프리카 국가 등 일부 국가들의 사막화 방지를 위한 유엔 협약'(United Nations Convention to Combat Desertification in Those Countries Experiencing Serious Drought and/or Desertification, Paricularly in Africa)이다. 기후변화협약(UNFCCC), 생물다양성협약(UNCBD)와 더불어 유엔 3대 환경협약이다. 협약이 처음 채택된 것은 1994년 6월 17일이고, 발효된 것은 1996년 12월 26일부터이다. 사무국은 독일 본에 위치하고 있으며, 회원국은 2011년 1월 기준으로 194개국이다.
사막화는 지구의 대기순환이 장기적으로 변하여 생기는 기후적인 요인과 지나친 방목·경작·연료 채취와 같은 인위적인 요인으로 진행된다. 그러나 지금은 대부분 인위적인 요인으로 사막화가 진행되고 있다. 사막화방지협약에서는 2000년까지 사막화방지를 최종 목표로 삼았으며, 유엔환경계획은 사막화방지행동계획을 담당할 기관으로 사막화방지행동계획센터를 설치하여 활동하고 있다.

## 설립 연혁
1977년 케냐의 나이로비에서 개최된 유엔 사막화대책협의회(United Nations Conference on Desertification) : UNCOD)는 사막화를 막기 위한 대책으로서 사막화 퇴치 행동계획(Plan of Action to Combat Dersertificaion : PACD)을 마련하였다. 그러나 이후 1991년 유엔환경계획(UNEP)은 이러한 노력이 가시적인 성과를 거두지 못하였다고 평가했고, 1992년 리우에서 개최된 유엔 환경개발회의에서 아프리카 국가들의 발제에 따라 국제 사회적 차원에서 사막화 현상을 방지하고자 지속적이고 새로운 통합적 접근방법의 필요성에 대한 합의가 이루어졌다. 리우 회의의 요청에 따라 1992년 12월 유엔 총회에서 결의한 47/188(Resolution 47/188)이 채택되었고, 사막화방지협약을 위한 국제교섭위원회(Intergovernmental Negotiating Committe : INCD)가 조직되어 협상작업을 계속하였다. 다섯 차례에 걸친 협상 결과 1994년 6월 17일 파리에서 사막화방지협약이 채택되었고, 1996년 12월 26일에 발효되었다. 이 협약은 당사국회의와 사무국을 설립하였다.

## 설립 목적
UNCCD는 일종의 국제적인 협약 기구로서 심각한 사막화의 영향을 받는 국가(특히 아프리카 국가)들과 개발도상국 (조선민주주의인민공화국 등)의 사막화 대응능력을 향상시키기 위하여 설립되었다. 사막화 피해국가에 대한 적절한 고려 및 이들 국가의 사막화 방지를 위한 지식 및 기술의 제공과 지원을 목표로 하고 있다.

## 조직
사막화방지협약의 최고집행기구는 당사자 총회(The Conference of the Parties : COP)로서, 1997년 10월 로마에서 첫 번째 회의를 개최하였으며 2년마다 정기회의가 열리고 있다. 사무국은 협약이행을 위한 업무 수행을 총괄하는 상설기구로 설치되었다.

### 기후 변화 당사국 총회
기후 변화 당사국 총회(Conference of the Parties : COP)는 협약의 최고기관이다. 협약 위임범위 안에서 효과적 기후변화 예방 이행 촉진을 위한 결정을 한다. 2001년 이후 격년 개최하고 있다.

### 사무국
사무국(Secretariat)은 당사국 총회 회의 및 협약에 의해 설치된 보조기관의 회의준비 및 용역을 제공한다. 사무국은 독일에 있는 본에 위치한다.

### 과학기술위원회
과학기술위원회(Committee on Science and Technology, CST)는 사막화 방지 및 한발피해 완화와 관련된 과학기술적 정보 및 자문 제공 역할을 담당한다.

### 협약이행검토위원회
협약이행검토위원회(Committee for the Review of the Implement of the Convention, CRIC)은 협약 이행사항의 정기적 평가기구이다.

### 전 지구적 재정체계
전 지구적 재정체계(Global Mechanism, GM)은 피해지역의 사막화 방지 및 한발피해 완화, 지속가능한 개발을 달성하기 위한 재정운영기구이다.

### 5개 협약이행부속지역회의
5개 지역에서 지역 특성을 고려하여 사막화방지 및 한발피해 완화를 위한 회의를 실시하고 회의결과를 당사국총회에 제언한다.

## 회원 국가

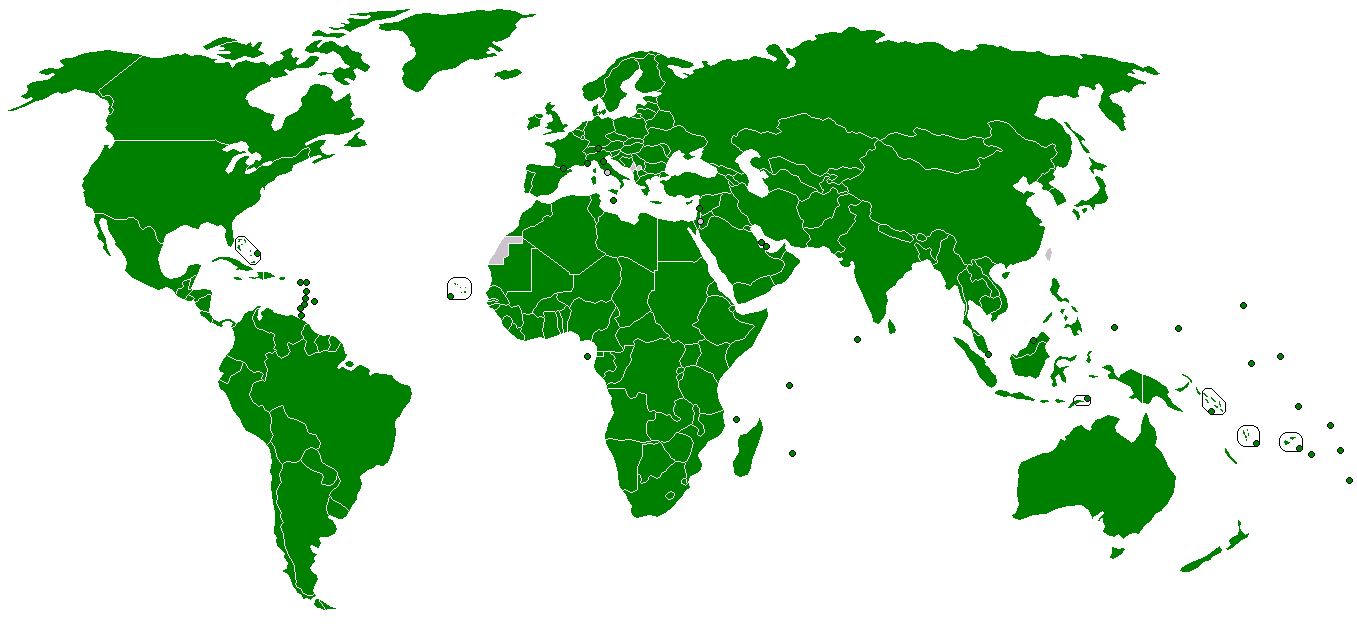

사막화방지협약은 1994년 10월부터 1995년 10월까지 모두 115개국이 서명을 하였으며, 이들 국가중 멕시코, 네덜란드, 이집트, 세네갈 등 50개 국가가 먼저 비준을 함에 따라 1996년 12월 26일에 발효가 되었다(50개국이 비준한 때로부터 90일 후에 발효). 회원국은 2011년 1월 기준으로 194개국이다. (아프리카 53개국, 아시아 57개국, 라틴 아메리카 및 케리비안 33개국, 북지중해 12개국, 동중앙유럽 18개국, 유럽공동체 및 기타지역 20개국)
대한민국은 1994년 10월 14일 사막화방지협약에 서명을 하고 1999년 8월 17일 비준을 하였으며, 1999년 11월 15일부터 협약이 국내에서 발효되고 있다.

## 주요 사업
협약 기구로서 UNCCD는 협약이행을 총괄한다. 국가실천계획(National Action Programmes : NAP)은 협약이행의 중요한 수단으로서 소지역 실천계획(Action Programmes on Sub-reginal : SRAP)과 지역실천계획(Action Programmes on Raginal : RAP)에 의해 강화되고 있다.
사막화 피해당사국은 포괄적인 국가실천계획을 세우도록 되어 있는데, 이 국가실천계획의 목적은 사막화를 초래하는 요인을 파악하고 사막화 방지에 필요한 실질적 대책을 찾는데 있다. 피해당사국은 사막화 방지를 위해 취해진 실질적 단계와 조치를 국가실천계획에 상세하게 기술하고 있다.
국가실천계획은 사막화방지를 위한 장기적 전략을 구체화하고 그 이행을 강조하며, 지속가능한 개발을 위해 국가정책과 통합되어야 한다. 현재 아프리카, 아시아, 라틴아메리카 및 카리브해 지역, 중앙 및 동유럽, 북지중해 지역에서 실시되고 있다.

## 당사자 총회

### COP 1 (1차 당사자 총회)
1997년 9월 29일 ~ 10월 11일 : 이탈리아 로마
- 독일 본(Bonn)을 협약 사무국 유치도시로 결정.
- 협약의 운영을 위한 기관의 구성에 대해 주로 논의.
- 과학기술위원회(CST) 구성을 위한 실무그룹 결정 합의(아프리카 3개국, 서구, 아주, 남미2개국, 동구1개국)

### COP 2 (2차 당사자 총회)
1998년 11월 30일 ~ 12월 11일 : 세네갈 다카르

### COP 3 (3차 당사자 총회)
1999년 11월 15일 ~ 11월 26일 : 브라질 레시페
- 협약이행 검토위원회 설치 및 각종위원회 설치 건은 선진국과 개도국간 의견 차이로 결론을 내리지 못함.
- 조기경보체제(Early Warning System: EWS)에 대해 논의 끝에 사막화 모니터링 및 평가를 조기경보체제 내에서 다루기로 함.

### COP 4 (4차 당사자 총회)
2000년 12월 10일 ~ 12월 24일 : 독일 본
- Johannes Rau 독일 대통령이 그동안의 선진국들의 미온적인 태도에 대해 여론을 환기함.

### COP 5 (5차 당사자 총회)
2001년 10월 1일 ~ 10월 12일 : 스위스 제네바
- 개도국들은 동협약의 보조기구로서 협약이행을 검토하기 위한 검토소위원회를 설치할 것을 요구.
- 처음으로 사막화에 대한 공개토론회를 개최하여 덴마크 등 5개국이 발제함.

### COP 6 (6차 당사자 총회)
2003년 8월 25일 ~ 9월 5일 : 쿠바 하바나
- 제6차 총회부터 격년제로 개최.
- 동협약은 사막화 방지를 통해 빈곤퇴치를 이루는 수단으로 중요함을 재확인. "각국 정부가 평화, 지속발전, 다자화를 추구하며, 국제법을 준수할 것을 촉구하고, 피해지역 거주 주민이 사막화방지 프로그램의 중심에 있어야 한다."
- 빈곤국의 경제적, 사회적, 환경적 조건의 향상을 주장하고, WTO에서 사막화 지역의 농업생산물에 혜택을 고려해줄 것을 요구하는 "하바나선언"을 채택.
- 과학기술위원회의 효율성과 활용성 제고를 위해 NGO의 참여를 독려.

### COP 7 (7차 당사자 총회)
2005년 10월 17일 ~ 10월 28일 : 케냐 나이로비
- 2006년을 '사막과 사막화의 해(International Year of Desert and Desertification)'로 지정.
- 협약검토이행위원회는 아프리카지역에 협약이행강화를 위한 지원규모를 정해줄 것을 제안하기로 결정하고 국가보고서 제출의 표준화를 위한 특별전문가 실무단을 구성하기로 합의.

### COP 8 (8차 당사자 총회)
2007년 9월 3일 ~ 9월 14일 : 스페인 마드리드
- 협약 발효 10주년을 기념하여“협약의 이행증진을 위한 10년 전략계획(10-year strategic plan and framework to enhance the implementation ofthe covention)”을 채택.

### COP 9 (9차 당사자 총회)
2009년 9월 21일 ~ 10월 2일 : 아르헨티나 부에노스아이레스
- 지역사무소(RCU)를 지역협력체제(RCM)으로 확대 개편.
- 고위급회의를 통해 사막화/토지황폐화 기후변화 문제 논의.

### COP 10 (10차 당사자 총회)
2011년 10월 10일 ~ 10월 21일 : 대한민국 창원시

## 같이 보기
- 기후 변화에 관한 유엔 기본 협약
- 유엔